# Marie Jaëll
Marie Jaëll, nascuda Marie Trautmann (Steinseltz, Alsàcia, 17 d'agost de 1846 - París, 4 de febrer de 1925), va ser una compositora, pianista i pedagoga germanofrancesa.

## Biografia
Nena prodigi, fou enviada a Stuttgart, on estudià amb Ignaz Moscheles. El 1856, es fa l'alumna d'Henri Herz a París, esperant l'edat de poder inscriure's al Conservatori, on obté el primer premi de piano el 1862. Paral·lelament, fa nombroses gires de concerts, principalment a Suïssa, Alemanya, Anglaterra, Alsàcia i a París. Es casa el 1866 amb Alfred Jaëll (1832-1882), pianista virtuós.

### Compositora
Com a compositora, la publicació de les seves primeres obres compostes cap a 1871 és fomentada per Liszt. Alumna de Saint-Saëns i Fauré, és una de les primeres dones admeses a la Societat dels Compositors de París, el 1887. Deixà un corpus d'unes 70 obres, de diversos gèneres.

### Intèrpret
El seu repertori va arribar a ser molt ampli. Va ser la primera pianista a interpretar les 32 sonates per a piano de Beethoven a París, al 1893. A més, al 1891 i 1892 havia interpretat les obres completes per a piano de Liszt en sis concerts a la Salle Pleyel, i després, el 1904, tot el cos de les peces per a piano de Schumann en sis concerts a la Salle Erard.

### Pedagoga
Després de la mort del seu marit el 1882, la pedagogia del piano, preocupació constant de la virtuosa, mobilitzà progressivament tota la seva energia i es va dedicar a l'estudi de la tècnica pianística per mitjà d'una anàlisi molt profunda del tacte per experimentar en laboratori una manera d'ensenyar «científica», buscant el domini mental del joc tàctil. Estudià a la Sorbona fisiologia, neurologia i psicologia i va col·laborar en alguns experiments en laboratori.
Utilitzant les eines que li oferien les ciències neuropsicològiques, que s'estaven desenvolupant en aquell moment, va dur a terme una investigació molt precisa per entendre el potencial de la mà humana, amb l'ajuda del doctor Charles Féré, director de l'hospital Bicêtre de París. Subratllant la importància de desenvolupar les facultats mentals i les capacitats auditives i visuals del músic, va proposar un mètode d'ensenyament del piano encara practicat: Tacte: ensenyament del piano basat en la fisiologia (1899). Entre les gairebé deu obres que deixà per aclarir i detallar les seves teories, entre 1896 i 1912, hi ha: La música i la psicofisiologia (1896) o La Intel·ligència i el ritme en els moviments artístics (1904).
Morí a París el 1925, cada vegada més aïllada, però envoltada d'alumnes que continuaran propagant la seva pedagogia, ensenyada encara.

### Obra musical (selecció)
- Am Grabe eines Kindes, per a 3 cors.
- Ce qu'on entend dans l'Enfer, le Purgatoire, le Paradis, una gran obra per a piano.
- Concert en r‚ mineur, per a piano i orquestra, dedicada a Saint- Saèns.
- Concert en ut mineur, per a piano i orquestra, dedicada a Eugene d'Albert.
- Harmonies d'Alsàcia, per a orquestra.
- Impromptu, 2 Meditacions, 6 Petits morceaux, 10 Bagatelles, peces intermèdies per a piano.
- La Légende des Ours, per a soprano i piano.
- Les Orientals, una obra per a veu.
- Ossiane, per a veu i orquestra.
- Salm LXV, per a cor en quatre parts, dedicada a Monsieur Alfred Jaëll, inèdita.
- Sonate pour violon.
- Esfinx  per a piano, dedicat a Saint-Saèns, publicat el 1885.
- Sur la tombe d'un enfant,  per a cor i orquestra.
- Valses Mélancoliques i Valses Mignonnes, peces solistes per a piano intermedi.
- Voix du Printemps, una peça per a piano a quatre mans.

Els Valsos per a piano a quatre mans, Op. 8, composició de joventut, reflecteixen el pianisme de l'època, amb el virtuosisme tècnic d'escales, octaves, notes dobles i arpegis, i amb moments de gran romanticisme i intimitat melòdica. Van ser estrenats per Franz Liszt i Camille Saint-Saèns, a Bayreuth, cap al 1878. Mentre el primer feia de tutor de Marie Jaëll en composició, Franz Liszt va esdevenir el seu mentor musical;  venerava els "Valsos" fins al punt que va compondre'n variacions (inèdites).